# Alfabetul Braille în limba română
Alfabetul Braille în limba română conține cele 26 de litere ale alfabetului Braille în limba franceză (alfabetul Braille original), la care se adaugă caracterele speciale din alfabetul limbii române: ă, â, î, ș și ț. În România există o singură publicație în alfabet Braille pentru nevăzători. Fondată în 1954 de Asociația Nevăzătorilor din România, revista Litera noastră este subvenționată prin Legea nr. 448/2006 privind protecția și promovarea drepturilor persoanelor cu handicap.

## Litere
| I   | a | b | c | d | e | f | g | h | i | j |
| I   |   |   |   |   |   |   |   |   |   |   |
| II  | k | l | m | n | o | p | q | r | s | t |
| II  |   |   |   |   |   |   |   |   |   |   |
| III | u | v | x | y | z |   |   |   |   |   |
| III |   |   |   |   |   |   |   |   |   |   |
| IV  | ă | â | î |   | ș |   |   |   | ț | w |
| IV  |   |   |   |   |   |   |   |   |   |   |

## Semne de punctuație
Mare parte din punctuație și formatare (majuscule, italice etc.) este asemănătoare cu cea din alfabetul Braille în limba franceză. Potrivit celei de-a treia ediții a World Braille usage publicate de UNESCO, punctuația în alfabetul Braille românesc este următoarea:
| ,   | virgulă               |  |
| ;   | punct și virgulă      |  |
| :   | două puncte           |  |
| .   | punct                 |  |
| ?   | semnul întrebării     |  |
| !   | semnul exclamării     |  |
| „ ” | ghilimele             |  |
| « » | ghilimele franțuzești |  |
| ( ) | paranteze rotunde     |  |
|     | elipsă                |  |
| -   | cratimă               |  |
| –   | linie de pauză        |  |
| *   | asterisc              |  |
|     | majusculă             |  |
|     | număr                 |  |
|     | italice               |  |